# Constance Amiot
Constance Amiot (nacida a Abiyán, Costa de Marfil, en 1978) es una cantautora, compositora e intérprete de canciones en francés y en inglés en un estilo pop-folk acústico.

## Biografía
Nacida de padres franceses en Abiyán en Costa de Marfil, crece en Camerún y en Estados Unidos. Debuta en su carrera en el Estado de Maryland como pianista del grupo de rock Virus, que interpretaba versiones de Guns N' Roses. Mientras tanto, continúa sus estudios en Derecho, Literatura y Sonido. Decide cambiar del piano a la guitarra, influida por artistas como Tracy Chapman. Posteriormente, en 2000 con 22 años se instala en París, Francia.

En 2005 se autoproduce su primer álbum, Whisperwood, que le lleva a firmar por la compañía discográfica Tôt ou Tard en 2006. 
Sobre la marcha, graba su álbum Fairytale (abril de 2007), en Nueva York.
 Cuenta con la participación de Jeff Pevar, Ben Wisch, Sean Pelton, François Moutin y la contribución de algunas letras de Jérôme Attal. Seguirá una gira europea que pasará sobre todo por numerosos festivales. 
Constance Amiot multiplica sus aventuras, llevando adelante proyectos que incluyen la escritura y la realización de A la bonne étoile, un libro-disco para público infantil contado por Sanseverino (2009) y también Once Twice, una adaptación en inglés del álbum La Tendresse des fous de Da Silva (2011).
Encuentra su independencia en 2012 autoproduciendo su EP, Blue Green Tomorrows, que será la matriz de su cuarto álbum 12ème Parallèle, aparecido en 2014. La artista se va de gira después de la salida del disco.

## Discografía
- 2005 : Whisperwood
- 2007 : Fairytale, Tôt ou Tard / Warner
- 2009 : Á La Bonne Étoile libro-disco para público infantil contado por Sanseverino, Actes Sud Junior
- 2011 : Once Twice, Tôt ou Tard / Wagram
- 2012 : Blue Green Tomorrows EP, Atmosphère / Believe Digital
- 2014 : 12ème Parallèle, Atmosphère / Musicast

## Videoclips
- 2007 : Clash en el Tempo, realizado por Franck Guérin
- 2008 : Fairytale, realizado por Paf El Perro
- 2011 : That Road, realizado por Franck Guérin
- 2012 : Résonances, realizado por Delphine Boudon
- 2014 : Montparnasse, realizado por Delphine Boudon y Andy Maistre
- 2014 : Les Jours, realizado por Hobo&Mojo